# Овчинников, Анатолий Павлович

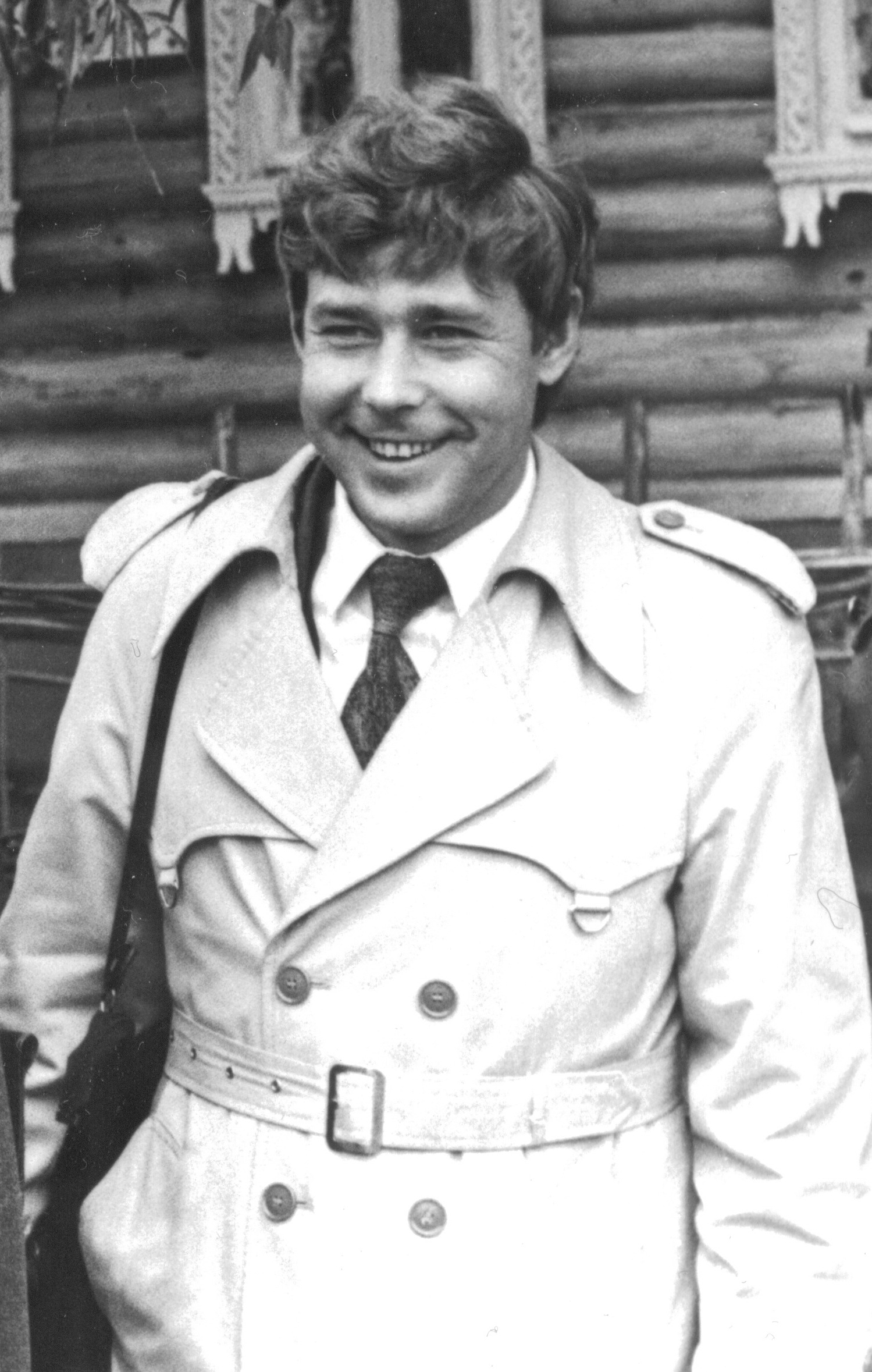
писатель Анатолий Овчинников

Анатолий Павлович Овчинников (10 февраля 1956, Александровка, Ухоловский район, Рязанская область — 19 июля 2003, Авдотьинка, Шиловский район, Рязанская область) — советский и российский публицист и писатель-прозаик, член Союза журналистов СССР и Союза писателей СССР.

## Биография
Родился 10 февраля 1956 года в селе Александровка Ухоловского района Рязанской области в крестьянской семье. Окончил сельскую восьмилетнюю школу. В дальнейшем получил среднее специальное образование в городском профессионально-техническом училище № 4 (ГПТУ № 4, железнодорожное) города Рязани.  Писать начал рано: первый материал опубликовал в 1971 году в возрасте 15 лет в  Ухоловской районной газете «Колос». После окончания училища работал электромонтером автоматики и телемеханики в г. Керчь, печатался в местной газете.
В 1975 году вернулся в Рязанскую область, работал в Захаровской районной газете «Путь Ленина», потом перешел в областную газету «Рязанский комсомолец». В 1976 году стал членом Союза журналистов СССР. Был автором издания "Рязанские сельхозмашиностроители". Работая в газетах, а затем в Рязанском областном бюро пропаганды художественной литературы, писал рассказы и очерки. В 1979 участвовал в VII-м Всесоюзном совещании молодых писателей в Москве.
В 1984 году Анатолий Павлович Овчинников опубликовал свой первый сборник рассказов «Душевный инструмент». В 1985 году окончил заочное отделение Литературного института имени А.М. Горького в Москве.
В 1988 году им был опубликован второй сборник рассказов – «Родные и близкие». С 1989 года Анатолий Павлович Овчинников - член Союза писателей СССР. При его активном участии в 1989 году была создана газета рязанских писателей «Рязанское узорочье», он стал ее редактором, а позднее возглавил издательство «Узорочье», был председателем ассоциации любителей отечественной словесности и культуры "Единение".
С 1990 по 1993 год Анатолий Павлович Овчинников являлся ответственным секретарем Рязанского отделения Союза писателей Российской Федерации. Его рассказы печатались в еженедельнике «Литературная Россия», в журнале «Аврора», антологиях молодых русских писателей "Поколение", "Первоцвет", коллективном сборнике "Всем миром", в альманахе "Литературная Рязань" и других изданиях.
Скончался 19 июля 2003 года в деревне Авдотьинка Шиловского района Рязанской области. Похоронен на родине, в селе Александровка Ухоловского района.

## Сочинения
1. Рязанские сельхозмашиностроители. - М.: Московский рабочий, 1979;
2. Душевный инструмент: рассказы. – М.: Молодая гвардия, 1984;
3. При своем деле/ В. Авдеев. Авария/ Ю. Веденин. Два круга/ А. Овчинников. - М.: Московский рабочий, 1984;
4. Родные и близкие: рассказы. – М.: Современник, 1988;
5. Канарейка: рассказ // Рязанский комсомолец. - 1989. - 24 января;
6. Марина плачет: рассказ // Рязанское узорочье. – 1990. - №4;
7. Стена: рассказ // Литературная Рязань : Альманах. - Рязань, 1999. - С. 185-201;
8. Точильщик на рынке: рассказ // Литература Рязанского края : хрестоматия для учащихся школ Рязанской области. - Рязань : Русское слово, 2004. - С. 296-307
9. Душевный инструмент: рассказ // Собрание сочинений в трех томах. Т. 2 : Проза рязанских писателей. - Рязань : Пресса, 2008. - С. 264-271.